# Bigha
Le bigha, (en hindi बीघा, en népali बिघा), aussi orthographié beegah, est une unité traditionnelle d'aire largement utilisée en Inde. Elle est aussi comprise et utilisée au Bangladesh et dans certaines régions du Népal.
La taille d'un bigha n'est pas standardisée; elle varie donc considérablement d'un endroit à l'autre.

## Utilisation

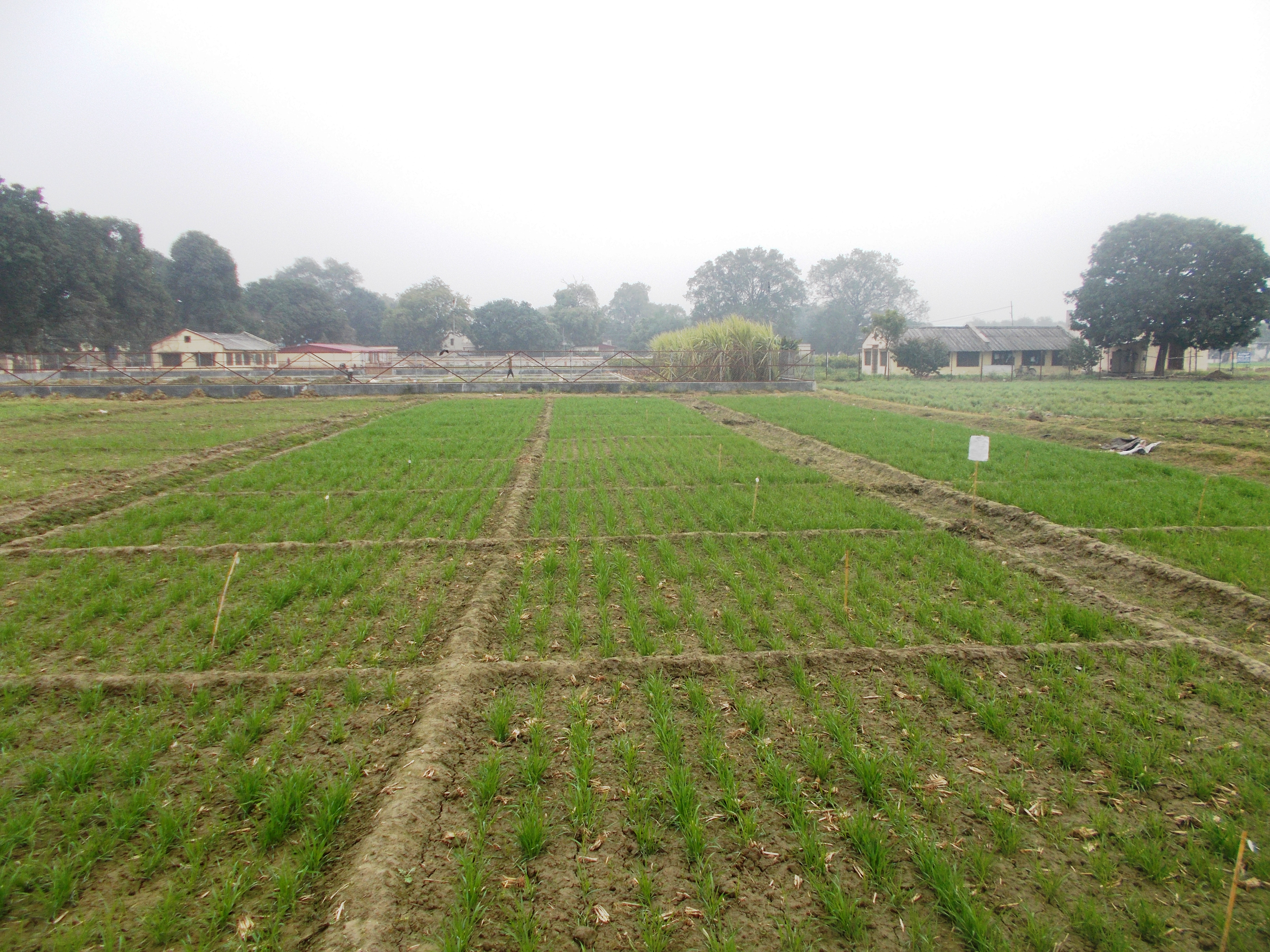
Champ de blé dans l'Uttar Pradesh

Son utilisation est relevée principalement dans l'Uttarakhand, l'Haryana, l'Himachal Pradesh, le Punjab, le Madhya Pradesh, l'Uttar Pradesh, le Bihar, le Jharkhand, le Bengale occidental, l'Assam, le Gujarat et le Rajasthan; il est peu ou moins utilisé dans les États du sud de l'Inde, ainsi qu'au Bangladesh et au Népal.
La vente et l'achat de terres (en particulier de terres agricoles) se font encore souvent officieusement dans cette unité. Cependant, la superficie est enregistrée en hectare(s) ou en mètres carrés dans les registres fonciers officiels.
Le bigha est généralement inférieur à un acre standard (4 047 mètres carrés) mais peut s'étendre à 1,2 hectare (12 000 m²).

## Conversion
Ci-dessous, une équivalence métrique des différents bighas mesurés par ville (par ordre alphabétique), avec leurs états correspondants:
| 1 (Agra, Uttar Pradesh)        | 1618.7  | 0.1618 |
| 1 (Benarès, Uttar Pradesh)     | 2867.5  | 0.2867 |
| 1 (Bengale/Bangladesh)         | 1517.9  | 0.1517 |
| 1 (Bengale occidental)         | 1463.04 | 0.1463 |
| 1 (Bharuch, Gujarat)           | 2766.06 | 0.2766 |
| 1 (Delhi)                      | 2286    | 0.2286 |
| 1 (Farrukhabad, Uttar Pradesh) | 2520    | 0.2520 |
| 1 (Gujarat)                    | 2312.5  | 0.2312 |
| 1 (Malwa)                      | 2212    | 0.2212 |
| 1 (Mithila)                    | 4480.56 | 0.4480 |
| 1 (Moradabad, Uttar Pradesh)   | 2106.77 | 0.2106 |
| 1 (Patna, Bihar)               | 2766    | 0.2766 |
| 1 (Rajasthan)                  | 1618.7  | 0.1618 |

Au Népal, le bigha est équivalent à environ 6 773 m². Officiellement, la plupart des mesures de terres utilisent des unités de Bigha (dans la région du Terai) ou de Ropani (Népali : रोपनी) (dans les régions de collines). Le système métrique (unité « SI » du mètre carré) y est rarement utilisé officiellement pour mesurer la superficie des terres.

### Formule de conversion
Il existe un formule générale de conversion du bigha à l'hectare, basée sur une valeur moyenne observée, qui ne garantit pas une justesse absolue selon les régions:
1 bigha = 1 ha ÷ 3,953686105.
De sorte que:
- 1 hectare = 3,95 bighas;
- 2 ha = 7.90737221 bighas;
- 3 ha = 11.861058315;
- 4 ha = 15.81474442 bighas;
- 5 ha = 19,768430525 bighas; etc.

## Arts
Au cinéma, le film hindi Do Bigha Zamin, réalisé par Bimal Roy en 1953, dépeint la lutte d'un paysan pauvre possédant peu de terres et comptant en bighas.